# واحدهای فدرال روسیه
واحدهای فدرال (به روسی: субъект федерации) به اعضای تشکیل‌دهندهٔ فدراسیون روسیه گفته می‌شود. در سال ۱۹۹۳ میلادی و در زمانی که قانون اساسی روسیه رسمی شد، ۸۹ واحد فدرال در تقسیمات کشوری روسیه به رسمیت شناخته‌شد. اما تا سال ۲۰۰۸ برخی از این واحدها در همدیگر ادغام شدند و در نتیجه تعداد آنها در سال ۲۰۰۸ میلادی به ۸۳ واحد تبدیل شد. 
با الحاق جمهوری کریمه و شهر فدرال سواستوپل در مارس ۲۰۱۴ میلادی و جمهوری خلق دونتسک، جمهوری خلق لوهانسک، استان خرسون و استان زاپوریژیا در سال ۲۰۲۰ از خاک اوکراین به فدراسیون روسیه، تعداد واحدهای فدراسیون روسیه به ۸۹ عدد افزایش یافته که البته از لحاظ بین‌المللی به رسمیت شناخته نشده‌اند.
هر کدام از این واحدهای فدرال، در شورای فدرال روسیه (مجلس اعلای روسیه) دو نماینده دارند، اما از لحاظ درجه استقلال با هم متفاوت هستند.
طبق قانون اساسی روسیه، ویژگی‌ها و نحوه اداره این واحدها به شش گونه تقسیم‌بندی شده‌است. جمهوری‌ها، استان‌ها، سرزمین‌ها، اوکروگ‌ها، شهرهای فدرالی و استان خودگردان یهودی.

## گونه‌ها

تقسیم‌بندی‌های فدرال روسیه

هر یک از این ۸۵ واحد فدرال به صورت یکی از گونه‌های زیر اداره می‌گردد:
|  | ۲۱ جمهوری + ۳ جمهوری مورد مناقشه (کریمه، دونتسک و لوهانسک)، به صورت اسمی خودگردان هستند، هر یک قانون اساسی، رئیس‌جمهور و پارلمان دارند. اما در روابط بین‌المللی، دولت فدرال نماینده آن‌هاست. هر یک خانهٔ یک اقلیت قومی هستند. |
|  | ۴۶ استان + ۲ استان مورد مناقشه (خرسون و زاپوریژیا) |
|  | ۹ سرزمین (کرای) |
|  | ۱ استان خودگردان (استان خودگردان یهودی) |
|  | ۴ اوکروگ خودگردان |
|  | ۲ شهر فدرال، شامل مسکو و سن پترزبورگ + ۱ شهر فدرال مورد مناقشه (سواستوپول) |